# Шамсервон
Шамсерво́н (фр. Champcervon) — колишній муніципалітет у Франції, у регіоні Нормандія, департамент Манш. Населення — 215 осіб (2011).
Муніципалітет був розташований на відстані близько 280 км на захід від Парижа, 90 км на південний захід від Кана, 45 км на південний захід від Сен-Ло.

## Історія
До 2015 року муніципалітет перебував у складі регіону Нижня Нормандія. Від 1 січня 2016 року належав до нового об'єднаного регіону Нормандія.
1 січня 2016 року Шамсервон і Ле-Шамбр було об'єднано в новий муніципалітет Ле-Гриппон.

## Демографія
Динаміка населення (INSEE ):
Розподіл населення за віком та статтю (2006):
| Стать | Всього | До 15 років | 15-24 | 25-44 | 45-64 | 65-85 | Понад 85 |
| --- | ------ | ----------- | ----- | ----- | ----- | ----- | -------- |
| Чоловіки | 99     | 22          | 4     | 35    | 21    | 17    | 0        |
| Жінки | 95     | 22          | 8     | 26    | 26    | 13    | 0        |
| \| Статево-вікова піраміда \| Статево-вікова піраміда \| Статево-вікова піраміда \| \| ----------------------- \| ----------------------- \| ----------------------- \| \| Чоловіки \| Вік \| Жінки \| \| 0 \| 85 + \| 0 \| \| 0 \| 80-84 \| 0 \| \| 4 \| 75-79 \| 0 \| \| 4 \| 70-74 \| 4 \| \| 9 \| 65-69 \| 9 \| \| 0 \| 60-64 \| 0 \| \| 13 \| 55-59 \| 9 \| \| 4 \| 50-54 \| 13 \| \| 4 \| 45-49 \| 4 \| \| 0 \| 40-44 \| 4 \| \| 22 \| 35-39 \| 9 \| \| 9 \| 30-34 \| 13 \| \| 4 \| 25-29 \| 0 \| \| 4 \| 20-24 \| 4 \| \| 0 \| 15-20 \| 4 \| \| 4 \| 10-14 \| 9 \| \| 9 \| 5-9 \| 9 \| \| 9 \| 0-4 \| 4 \| |        |             |       |       |       |       |          |
| Статево-вікова піраміда |        |             |       |       |       |       |          |
| Чоловіки | Вік    | Жінки       |       |       |       |       |          |
| 0 | 85 +   | 0           |       |       |       |       |          |
| 0 | 80-84  | 0           |       |       |       |       |          |
| 4 | 75-79  | 0           |       |       |       |       |          |
| 4 | 70-74  | 4           |       |       |       |       |          |
| 9 | 65-69  | 9           |       |       |       |       |          |
| 0 | 60-64  | 0           |       |       |       |       |          |
| 13 | 55-59  | 9           |       |       |       |       |          |
| 4 | 50-54  | 13          |       |       |       |       |          |
| 4 | 45-49  | 4           |       |       |       |       |          |
| 0 | 40-44  | 4           |       |       |       |       |          |
| 22 | 35-39  | 9           |       |       |       |       |          |
| 9 | 30-34  | 13          |       |       |       |       |          |
| 4 | 25-29  | 0           |       |       |       |       |          |
| 4 | 20-24  | 4           |       |       |       |       |          |
| 0 | 15-20  | 4           |       |       |       |       |          |
| 4 | 10-14  | 9           |       |       |       |       |          |
| 9 | 5-9    | 9           |       |       |       |       |          |
| 9 | 0-4    | 4           |       |       |       |       |          |

## Економіка
2010 року серед 147 осіб працездатного віку (15—64 років) 102 були активними, 45 — неактивними (показник активності 69,4%, у 1999 році було 67,0%). З 102 активних мешканців працювало 95 осіб (56 чоловіків та 39 жінок), безробітними було 7 (4 чоловіки та 3 жінки). Серед 45 неактивних 13 осіб було учнями чи студентами, 15 — пенсіонерами, 17 були неактивними з інших причин.

У 2010 році в муніципалітеті числилось 89 оподаткованих домогосподарств, у яких проживали 227,5 особи, медіана доходів виносила 14 641 євро на одного особоспоживача